# 미트라 (힌두교)
미트라(산스크리트어: मित्र)는 힌두 신이며 일반적으로 아디티 여신의 아들인 아디트야 중 한 명이지만, 그의 역할은 시간이 지남에 따라 변해왔다. 미탄니 비문에서 미트라는 조약의 수호신 중 한 명으로 호출된다. 리그베다에서 미트라는 주로 드반드바 합성어인 미트라-바루나로 나타나며, 이는 본질적으로 바루나 신 단독의 속성과 동일하다. 예를 들어, 르타("진리, 질서")의 주요 수호신이다. 후기 베다 경전과 브라마나에서 미트라는 새벽의 빛과 아침 태양과 점점 더 관련이 깊어지고 (바루나는 저녁, 궁극적으로는 밤과 관련이 깊어진다), 미트라가 사실상 사라진 이후의 베다 문헌에서 미트라는 우정의 수호신으로 발전했으며, 그는 "친구"이기 때문에 신성한 폭력조차도 혐오한다.

## 어원
인도이란어 공통 명사 *mitra는 "결합[mi-]을 야기하는[-tra] 것"을 의미하며, 따라서 산스크리트어 mitram은 "언약, 계약, 맹세"를 의미한다. 이 언약의 보호가 리그베다와 미탄니 조약 모두에서 미트라의 역할이다. 후기 베다 인도에서 명사 미트라는 결속과 동맹의 한 측면인 "친구"로 이해되었다. 따라서 후기 베다 인도에서 미트라는 우정의 수호신이 되었다. 대부분의 인도어에서 mitr라는 단어는 '친구'를 의미한다. 마라티어나 힌디어와 같은 언어에서 이 단어의 여성형은 maitrin 또는 mitrā이다.

## 베다
베다 경전 중 가장 오래된 리그베다에서 미트라는 주로 바루나와 구별되지 않으며, 미트라는 바루나와 함께 드반드바 쌍인 미트라-바루나를 형성한다. 미트라-바루나는 본질적으로 바루나 단독의 특징과 동일하다. 바루나는 둘 중 더 위대할 뿐만 아니라 – RV 2.12에 따르면 – 인드라 다음으로 리그베다 신들 중 두 번째로 위대하다.:134 미트라-바루나에 대한 리그베다 찬가는 RV 1.136, 137, 151–153, RV 5.62-72, RV 6.67, RV 7.60-66, RV 8.25 및 RV 10.132를 포함한다. 미트라는 단 하나의 찬가에서만 독립적으로 다루어진다. RV 3.59, 여기서 그는 바루나와 구별되는 특징을 거의 가지고 있지 않으며, 이 찬가에서 제공되는 정보의 부족으로 인해 그의 별개의 성격은 다소 불분명하게 나타난다.
독립적인 인물로서 미트라는 중요하지 않다. ... 한 이론은 드반드바 결합이 그렇지 않으면 무섭고 위험한 바루나에게 [“친구”]의 액막이적 적용을 나타낼 가능성이 있다고 주장한다."

### 결합된 묘사
미트라-바루나는 젊게 생각되며, 빛나는 의복을 입고, 전 세계의 군주이자 수호신이며, 그들의 궁전은 천 개의 기둥과 천 개의 문을 가진 황금빛이다. 그들은 천국과 지구, 그리고 천국과 지구 사이의 공기를 지지하며 (자주 호출된다). 그들은 강과 바다의 군주이며, 하늘에서 비와 상쾌함을 보낸다.
그들은 목초지를 기의 이슬로 적시며, 하늘의 물이 풍부한 비가 그들에게서 온다. 그들의 영역에는 꿀이 흐르는 시내가 있고, 그들의 목초지에는 상쾌함을 주는 가축이 있다. 그들은 자신들을 무시하는 자들을 질병으로 괴롭힌다. 그들은 아수라이며, (모든 아수라처럼) 비밀 지식(māyā́)을 통해 그들의 힘을 행사하며, 이는 그들이 태양을 하늘을 가로지르게 하고, 구름으로 가릴 수 있게 한다. 그들의 눈은 태양이며, 그들은 가장 높은 하늘에서 그들의 전차를 타고, 태양의 광선을 팔처럼 사용하여 운전한다. 그들은 교활하고 속일 수 없는 스파이를 가지고 있다. 그들은 질서(ṛtá, “진실”)의 유지자이며, 그들은 거짓에 대한 장벽이며, 이를 처벌한다.
그들은 한때 둘 다 압사라 우르바시를 보고 씨앗을 항아리에 방출했으며, 그로부터 현자 바시슈타와 아가스티아가 나왔다.

### 아수라와 데바
그들은 아수라이지만, 리그베다의 미트라-바루나는 데바로도 불린다(예: RV 7.60.12). 미트라 역시 RV 3.59에서 데바(mitrasya...devasya, RV 3.59.6)이며, 이는 미트라-바루나와 독립적으로 미트라에게만 헌정된 유일한 리그베다 찬가이다. 독립적인 헌정에도 불구하고, 미트라는 이 찬가에서 바루나와 거의 동일한 특성을 유지한다. 바루나처럼 미트라는 질서와 안정성, 그리고 의식을 따르는 신으로 칭송된다(3.59.2b, vrata). 다시 바루나처럼 미트라는 인류(3.59.6a, 인드라에 대해서도 3.37.4c에 언급됨)와 모든 신(데반 비슈반)의 지지자이다(3.59.8c). 다른 곳에서 미트라가 바루나와 짝을 이루지 않고 나타날 때는 종종 비교의 목적으로, 다른 신들이 미트라에게 직접 찬송되지 않고 "미트라와 같다"고 칭송된다(인드라 1.129.10, 10.22.1–2 등; 아그니 1.38.13 등; 소마 1.91.3; 비슈누 1.156.1). 미트라에게 고유한 특징은 사람들을 지휘하는 능력(yātayati, yātayáj-jana)이며, 이는 특히 그의 속성으로 보인다.

### 고유한 특징
몇몇 측면에서 바루나는 태양 및 다른 천체의 우주적 리듬의 주인이며, 미트라는 바루나가 이전 저녁에 덮었던 새벽의 빛을 가져온다. 미트라는 또한 태양의 경로를 조절하는 힘(ṛta)으로 독립적으로 식별된다. 사비트르(RV 1.35)는 이러한 조절 때문에 미트라와 동일시되며, 비슈누(RV 1.154)는 이러한 조절에 의해 세 걸음을 내딛는다. 아그니는 미트라를 만들기 위해 새벽 전에 불을 붙이며, 불이 붙으면 미트라가 된다.
아타르바베다에서 미트라는 다시 일출과 관련이 있으며, 바루나의 저녁과의 연관성과 대조된다. 브라마나에서, 베다에 대한 주석적 해설은 아침과 저녁과의 연관성 때문에 미트라를 낮과, 바루나를 밤과 연결시킨다. 또한 샤타파타 브라마나에서 미트라-바루나는 "조언과 힘"으로 분석된다 – 미트라는 사제직(푸로히타), 바루나는 왕권(Rājān)이다.

## 후기 베다 경전
미트라는 라마야나, 마하바라타, 푸라나와 같은 후기 베다 힌두교 경전에 등장한다. 그러나 그의 역할은 크게 축소되었으며, 그가 태양신이자 아디트야(아디티 여신의 아들이자 현자 카샤파가 아버지인)라는 것 외에는 거의 언급되지 않는다. 바가바타 푸라나에 따르면, 레바티('번영'을 의미)는 미트라의 아내 이름이며, 그 부부에게는 우차르가, 아리시타, 피팔라라는 세 아들이 있다.
미트라와 바루나의 짝짓기는 여전히 존재하며, 바이바스바타 마누에 의해 그들에게 헌정된 야즈나가 이 경전들에 언급되어 있다. 바루나와 미트라 사이의 경쟁 사례도 발생한다.
미트라와 바루나 둘 다 천상의 압사라 우르바시에게 반하여, 바루나는 자신의 씨앗을 신성한 항아리에 방출했다. 이로 인해 미트라의 씨앗이 그녀의 자궁에서 같은 신성한 항아리로 떨어졌고, 그는 그녀의 불충실함에 대해 그녀를 저주했다. 섞인 씨앗에서 현자 바시슈타와 아가스티아가 태어났으며, 그들은 미트라와 바루나 둘 다의 아들로 여겨진다.
미트라에 대한 다른 중요한 언급으로는 프리티비 전설이 있는데, 그는 지구 여신의 암소 형태를 착유하기 위해 신들의 우유 배달부 역할을 했다. 데바수라 전쟁에서 프라헤티와의 싸움; 그리고 판다바 왕 유디슈티라와 아크루라의 숭배 등이 있다.

## 비문
인도 미트라는 기원전 14세기의 미탄니 비문에서 처음으로 증명되는데, 여기에서 미탄니의 인도아리아인 왕이 미트라, 인드라, 바루나, 그리고 나사트야 신들을 자신의 서약 의무의 보증인으로 호출한다.

## 현대 전통
아타르바베다에서 미트라는 일출과 연관되어 있으며, 이에 따라 미트라는 힌두교도들의 일출 기도에서 숭배된다. 신성한 가야트리 만트라를 묵상한 후 떠오르는 태양에게 낭송되는 아침 우파스타아나 기도는 미트라에게 바쳐지는 베다 구절 모음이다.
미트라는 태양신 수리야의 미트로트사밤 힌두 축제에서 공동으로 숭배되는데, 수리야의 질서 있는 하늘 횡단은 미트라(예: RV 1.35)와 미트라-바루나(예: RV 8.25.8)에 의해 보장된다.
미트라는 또한 벵골에서 아그라하얀(11월-12월) 달에 숭배된다. 숭배는 벵골력 카르티크 달의 마지막 날인 산크란티에 시작되며, 한 달 내내 미트라 데브(현지에서는 이투 타쿠르로 불림)를 숭배한 후, 아그라하얀 산크란티 날에 물 속으로 사라진다.
이 푸자는 특히 여성들에 의해 브라타처럼 행해진다. 첫째 날, 신도들은 흙으로 가득 찬 흙 항아리를 가져와 그 안에 여러 종류의 씨앗과 식물 뿌리를 심는다. 매주 일요일에는 숭배하고 물을 뿌린다. 마지막 날에는 해가 지기 전에 이투 타쿠르를 물 속으로 사라지게 한다.

## 같이 보기
- 힌두교의 신
- 조로아스터교의 미트라
- 미트라
- 미트라-바루나
- 미트라교
- 리그베다의 신

### 설명주
1. ↑  산스크리트어 드반드바 합성어에서는 선임 여부와 관계없이 짧은 이름이 항상 먼저 나오므로, 바루나가 더 중요하더라도 '미트라-바루나'이다.

### 참조주
1. 1 2 3 4 5 6 7 8 9 10 11 12 13  MacDonell, Arthur Anthony (1917). 《A Vedic Reader》. Oxford University Press. 78–83, 118–119, 134쪽.
2. ↑  Visuvalingam, Elizabeth-Chalier (1989). 〈Bhairava's royal Brahmanicide〉. 《Criminal Gods and Demon Devotees: Essays on the guardians of popular Hinduism》. New York, NY: State University Press. 200쪽.
3. ↑  Dumézil, Georges (1990). 《Mitra-Varuna: An essay on two Indo-European representations of sovereignty》. Cambridge: Zone Books. ISBN 0-942299-13-2.
4. ↑  Mayrhofer, Manfred (1996). 《Etymologisches Wörterbuch des Altindoarischen》 [Etymological Dictionary of Old Indo-Aryan] (독일어) II. Heidelberg: Winter. 354–355쪽.
5. ↑  Lüders, Heinrich (1951).  Alsdorf, Ludwig, 편집. 《Varuna und das Wasser》 [Varuna and the Water(s)]. Varuna (독일어) I. Göttingen: Vandenhoeck & Ruprecht.
6. ↑  Lüders, Heinrich (1959).  Alsdorf, Ludwig, 편집. 《Varuna und das Rta》 [Varuna and the Rta]. Varuna (독일어) II. Göttingen: Vandenhoeck & Ruprecht.
7. ↑  York, Michael (2005). 〈Mitra〉.   Cush, Denise; Robinson, Catherine; Foulston, Lynn; York, Michael. 《Encyclopedia of Hinduism》. Routledge. 503쪽.
8. 1 2  Goodman, Hananya (2012년 2월 1일). 《Between Jerusalem and Benares: Comparative studies in Judaism and Hinduism》. State University of New York Press. ISBN 978-1-4384-0437-0.
9. ↑  Williams, George M. (2003). 《Handbook of Hindu Mythology》. Santa Barbara, Calif. : ABC Clio. 214쪽. ISBN 978-1-85109-650-3 – Internet Archive 경유.
10. 1 2 3  Hopkins, Edward Washburn (June 1968). 《Epic Mythology》. Biblo & Tannen Publishers. ISBN 978-0-8196-0228-2.
11. ↑  Daniélou, Alain (Dec 1991). 《The Myths and Gods of India》. Princeton Bollingen Series. Simon and Schuster. ISBN 978-1-59477-733-2. The classic work on Hindu polytheism
12. ↑  Cologne Sanskrit Dictionaries: The Purana Index
13. ↑  Læssøe, Jørgen (1963). 《People of Ancient Assyria: Their inscriptions and correspondence》. Routledge. 86쪽.